# Red Lobster
Red Lobster Hospitality LLC  là chuỗi nhà hàng ẩm thực có trụ sở ở Orlando, Florida, Hoa Kỳ. Công ty cũng có các chi nhánh khác ở Brazil, Canada, Ecuador, Nhật Bản, Kuwait, Malaysia, Mexico, v.v. Tính tới ngày 24/2/2013,  công ty có 705 cửa hàng trên toàn cầu. Ngày 28/7/2014, tập đoàn Golden Gate Capital mua lại công ty, trở thành chủ sở hữu.

## Lịch sử
Cửa hàng Red Lobster đầu tiên được hai doanh nhân là Bill Darden và Charley Woodsby khai trương vào ngày 18 tháng 1 năm 1968 tại Lakeland, Florida.

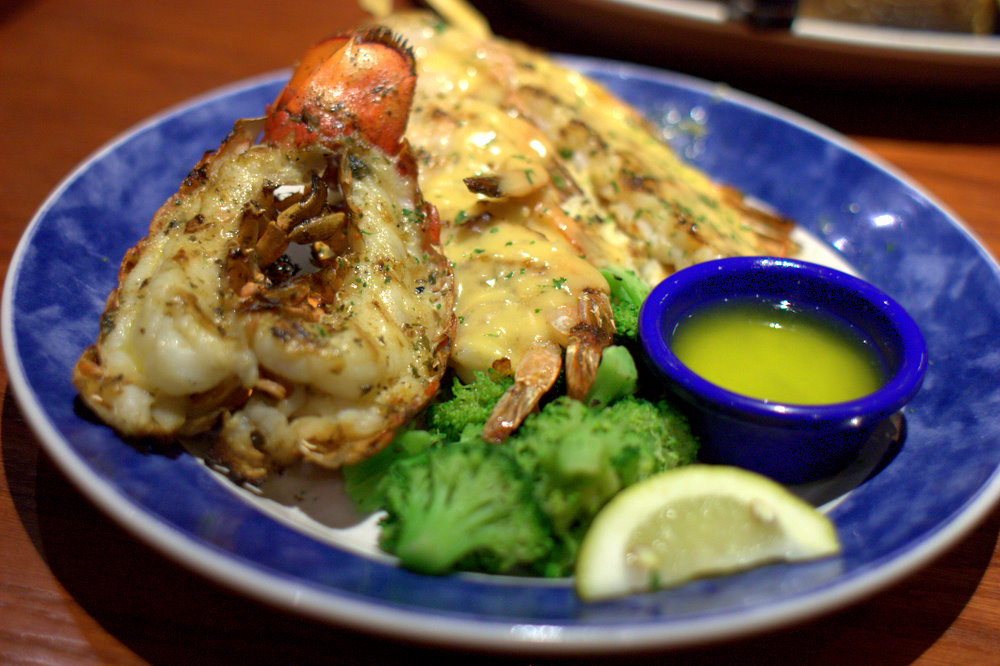

## Thực đơn
Nhà hàng chủ yếu tập trung vào các món hải sản, bao gồm cua, cá, tôm hùm và các loài nhuyễn thể. Bên cạnh đó, ở đây cũng có các món gà, thịt, pasta và tráng miệng.